# Atrophaneura jophon
Atrophaneura jophon је врста инсекта из реда лептира (лат. Lepidoptera) и породице једрилаца (лат. Papilionidae). 

## Распрострањење
Ареал врсте је ограничен на једну државу. Шри Ланка је једино познато природно станиште врсте.

## Угроженост
Ова врста је крајње угрожена и у великој опасности од изумирања.